# Corps Lombardia
Le corps Lombardia (en allemand : Korps Lombardia) était un corps d'armée de l'armée de terre allemande: la Heer au sein de la Wehrmacht pendant la Seconde Guerre mondiale.

## Hiérarchie des unités
La Heer se subdivise en « Heeresgruppen »:
| Nom          | Nbre d'hommes       | Unités subalternes                | Grade de commandement                 |
| ------------ | ------------------- | --------------------------------- | ------------------------------------- |
| Heeresgruppe | + 300 000           | 2 à + Armeen (Armées)             | Generaloberst ou Generalfeldmarschall |
| Armee        | + 100 000 - 300 000 | 2 à + Armeekorps (Corps d'armées) | General ou Generaloberst              |
| Armeekorps   | + 30 000 - 80 000   | 2 à + Divisionen (Division)       | Generalleutnant ou General            |
| Division     | + 10 000 – 20 000   | 2 à 6 Brigaden (Brigade)          | Generalmajor ou Generalleutnant       |
| Brigade      | + 3 000 – 5 000     | jusqu'à 3 Regimentern (Régiment)  | Oberst ou Generalmajor                |

## Historique
Le Corps Lombardia est formé le 3 août 1944 en tant que formation mixte germano-italien.
Il combat dans la région de la Ligurie et, plus tard dans les Alpes.

## Organisations

### Commandants successifs
| Date                              | Grade                  | Commandant |
| --------------------------------- | ---------------------- | ---------- |
| 3 août 1944 - 1er septembre 1944  | ?                      | ?          |
| 1er septembre 1944 - 1er mai 1945 | General der Artillerie | Curt Jahn  |

### 1. Generalstabsoffizier (Ia)
| Date                        | Grade      | Commandant      |
| --------------------------- | ---------- | --------------- |
| 5 septembre 1944 - Mai 1945 | Major i.G. | Jürgen Schröder |

## Théâtres d'opérations
- Italie : Septembre 1944 - Mai 1945

## Ordre de batailles

### Rattachement d'Armées
| Date        | Armée        | Groupe d'Armées |
| ----------- | ------------ | --------------- |
| 1944        |              |                 |
| 3 août      | AOK Ligurien | Heeresgruppe C  |
| Décembre    | 14. Armee    | Heeresgruppe C  |
| 1945        |              |                 |
| 1er janvier | AOK Ligurien | Heeresgruppe C  |

### Unités subordonnées

#### Unités organiques
- Arko 494
- Korps-Nachrichten-Abteilung 494
- Korps-Nachschubtruppen 494

#### Unités rattachées
16 septembre 1944
- 232. Infanterie-Division
- 4. Gebirgs-Division "Monte Rosa" (it)

28 septembre 1944
- 232. Infanterie-Division
- 3. Infanterie-Division "San Marco"
- 4. Gebirgs-Division "Monte Rosa" (it)

31 décembre 1944
- 148. Infanterie-Division
- 3. Infanterie-Division "San Marco"
- 4. Gebirgs-Division "Monte Rosa" (it)

1er mars 1945
- Festungs-Brigade 134

10 mars 1945
- Festungs-Brigade 134
- 3. Infanterie-Division "San Marco"
- 4. Gebirgs-Division "Monte Rosa" (it)

7 avril 1945
- Festungs-Brigade 134
- 3. Infanterie-Division "San Marco"

## Sources
- (de) Korps Lombardia sur lexikon-der-wehrmacht.de